# Distretto di Aqtoǧaj (Karaganda)
Il distretto di Aqtoǧaj (in kazako: Ақтоғай ауданы) è un distretto (audan) del Kazakistan con  capoluogo Aqtoǧaj.